# Buzovgrad, Stara Zagora
Buzovgrad (în bulgară Бузовград) este un sat în comuna Kazanlăk, regiunea Stara Zagora,  Bulgaria. 

## Demografie
Componența etnică a satului Buzovgrad
     Bulgari (60,06%)
     Romi (6,49%)
     Turci (28,97%)
     Nicio identificare (4,23%)
     Altele (0,23%)
La recensământul din 2011, populația satului Buzovgrad era de 2.171 locuitori. Din punct de vedere etnic, majoritatea locuitorilor (60,06%) erau bulgari, existând și minorități de turci (28,97%) și romi (6,49%). Pentru 4,23% din locuitori nu este cunoscută apartenența etnică.